# Städtebund

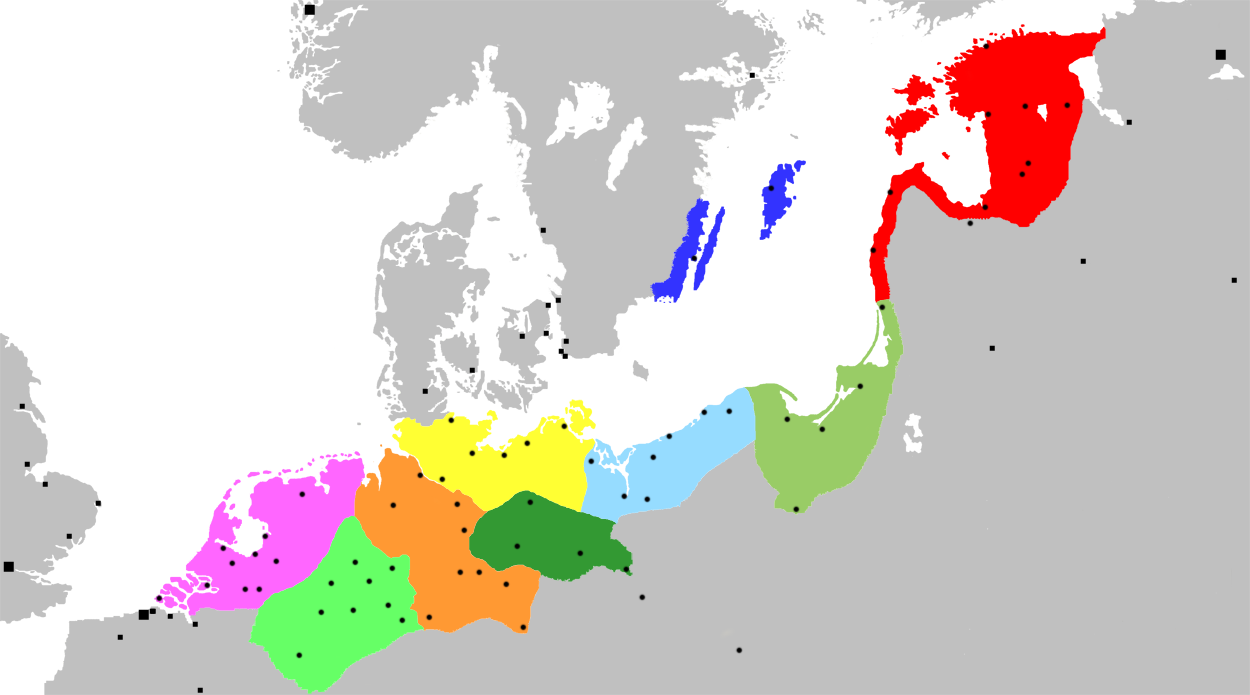
Ausweitung des Städtebundes um 1400

Ein Städtebund ist ein Verband von zwei oder mehreren Städten zur gegenseitigen politischen und/oder ökonomischen Stärkung. Städtebünde wurden vorwiegend im 13. Jahrhundert geschaffen. Sie hatten neben militärischen weitgehende juristische Vollmachten und leisteten einen entscheidenden Beitrag zur Emanzipation des Bürgertums von der Vorherrschaft des Adels.
Einzelne Städtebünde erlangten zudem ein hohes Maß an Macht und wurden somit zu einem wichtigen wirtschaftlichen und politischen Faktor, der vom jeweiligen Herrscher berücksichtigt werden musste.

## Vorläufer
Es gab in der Geschichte eine Vielzahl von Städtebünden, so beispielsweise bereits im antiken Griechenland religiös-kulturell orientiert die Amphiktyonie und militärisch orientiert die Symmachie.

## Wichtige Städtebünde
Ab dem 12. Jahrhundert
- 1183: Lombardischer Städtebund
- 1246: Sächsischer Städtebund
- 1246: Ladbergener Städtebund: in Ladbergen geschlossenes Bündnis der Städte Coesfeld, Herford, Minden, Münster und Osnabrück
- 1254–1257: Rheinischer Städtebund: 70 deutsche Städte zwischen Lübeck, Aachen, Zürich und Regensburg
- 1259: Wendischer Städtebund: zwischen Lübeck, Kiel, Wismar, Rostock und Stralsund
- 1291: Schweizerische Eidgenossenschaft – statt Städte zuerst nur drei Waldstätte oder auch Orte, bzw. Stände, später Kantone

Ab dem 14. Jahrhundert
- 1304–1481: Thüringer Dreistädtebund (Erfurt, Nordhausen, Mühlhausen)
- 1321[1]–15.Jhd.[2]: Altmärkischer Städtebund (Stendal, Salzwedel, Gardelegen, Tangermünde, Osterburg, Seehausen, Werben)
- 1346–1815: Oberlausitzer Sechsstädtebund unter der Führung von Bautzen – dauerhaftester Städtebund im heutigen Deutschland; Neugründung: 1991
- 1354–1679: Elsässischer Zehnstädtebund
- 1356–1669: die Hanse
- 1376–1381: Schwäbischer Städtebund: über 20 schwäbische Städte unter der Führung von Ulm
- 1377–1378: Niederhessischer Städtebund: 18 niederhessische Städte unter der Führung von Kassel
- 1381: Zweiter Rheinischer Städtebund um die Städte Frankfurt, Mainz, Worms, Speyer und Straßburg
- 1381–1389: Süddeutscher Städtebund
- 1385–1386: Konstanzer Bund
- 1472–1632: Linzer Eintracht (Linz am Rhein, Unkel, Erpel, Honnef, Königswinter, Oberkassel, Leutesdorf, Ober- und Niederhammerstein sowie Hönningen, Remagen und Mehlem)
- 1488: Schwäbischer Bund: kein Städtebund, sondern Ständebund, da neben den Reichsstädten sehr starkes Gewicht der süddeutschen Territorialherren, Württemberg, Tirol und kleinere Herrschaften (Werdenberg, Fürstenberg, Waldburg, Zollern etc.), sowie Reichsritter

## Heutige Pendants
Die im 20. Jahrhundert gegründeten Städtetage und Städtebünde (z. B. der Deutsche Städte- und Gemeindebund oder der 1915 gegründete Österreichische Städtebund) vertreten die Interessen der teilnehmenden Städte gegenüber den Bundes- und Landesregierungen (Kommunaler Spitzenverband).
Eine weitere neuartige Form von „Städtebünden“ sind internationale Städtepartnerschaftsringe (z. B. Ravensburg – Montélimar – Rivoli, die jeweils untereinander Städtepartnerschaften eingegangen sind) oder Arbeitsgemeinschaften zur Wirtschafts-, Tourismus- und Kulturförderung wie der europäische Verbund „Neustadt in Europa“ mit 36 Mitgliedern, auf nationaler Ebene der Zipfelbund. Auch historische Städtebünde wurden für ähnliche Ziele wiederbelebt, etwa die Neue Hanse oder 1991 der Oberlausitzer Sechsstädtebund.